# 甲子園4
甲子園4（こうしえん4）1995年7月14日にケイ・アミューズメントリースから発売されたスーパーファミコン用ソフトである。甲子園シリーズの第4作である。

## 概要
フリー対戦、対人戦、本戦モードがある。
本戦は野球部監督に着任したプレイヤーの分身である監督が在任期間である10年間以内に春か夏どちらかで優勝を達成すればエンディングとなる。10年間の間に進級による世代の強制交代があり3年は卒業しゲームに登場しなくなり代わりに新1年生が補充される。それぞれの能力は練習試合と本戦による実戦経験のみで上昇し、その中で個人能力の成長と育成を見極めなければならない。1年生の能力は乏しいが、結果が出ないからと試合に出場させないと全く成長せず、結果的には3年になっても強い能力の選手にならずチーム全体が弱くなってしまうため長期的な視野も必要とされる。

## 操作方法
- 基本的に今回から高低差があるシステムになり、フォークも打てるようになった。
- 守備はオートにすることができる。

## 備考
今回から選手の名前と顔、ウグイス嬢による名前のイントネーション、高音と低音による呼び方のエディットができる。